# Delia suburbana
Delia suburbana este o specie de muște din genul Delia, familia Anthomyiidae. A fost descrisă pentru prima dată de Huckett în anul 1966.
Este endemică în California. Conform Catalogue of Life specia Delia suburbana nu are subspecii cunoscute.